# Brad Sherwood
Pour les articles homonymes, voir Sherwood.
Brad Sherwood est un acteur et producteur américain né le 24 novembre 1964 à Chicago, Illinois (États-Unis).

## Biographie
Il a participé à plusieurs émissions d'improvisation, dont notamment Whose Line Is It Anyway?.
Il s'est fiancé en 2006 puis marié en février 2007 avec Seana Mahoney.

## Filmographie

### comme acteur
- 1992 : The Tonight Show with Jay Leno (série TV) : Various Characters
- 1994 : The Newz (série TV) : Various
- 1994 : Attack of the 5 Ft. 2 Women (TV) : Mime
- 1997 : The Dating Game (série TV) : Host (1996-1997)
- 1997 : Le Nouvel Espion aux pattes de velours (That Darn Cat) : Team Agent #2
- 1998 : Short Cinema (vidéo)
- 1998 : The Night Caller : Andy Saden
- 1999 : Dill Scallion : Brad Statlin
- 2001 : Disney's California Adventure TV Special (TV)
- 2002 : Jane White Is Sick & Twisted : Sans-abri

### comme producteur
- 2004 : Green Screen Show (série TV)